# Étienne De Greeff
 Étienne De Greeff , né le 28 octobre 1898 à Tournai (Belgique) et mort le 21 juillet 1961 à Kortenberg (Belgique), est un médecin psychiatre belge. Professeur à l'université catholique de Louvain il est le fondateur de l'École belge de Criminologie.

## Biographie
Après avoir été président de la Royale Union tournaisienne des Etudiants de Louvain (1923-1924) et avoir reçu son diplôme de médecine en 1924, il devient en 1930, professeur de criminologie à Louvain. Il est le fondateur de l'École belge de Criminologie. 
Le professeur de Greeff est l'auteur de nombreux ouvrages sur la psychiatrie mais aussi sur les enfants dits "anormaux" et sur les assassins; il a par ailleurs écrit plusieurs romans, dont "Le juge Maury", "La nuit est ma lumière", ce dernier roman republié plus tard dans la collection du "Livre de Poche".

## Reconnaissance publique
- La Société internationale de Criminologie organise tous les trois ans un prix qui porte le nom de "Prix Étienne De Greeff".

## Écrits
- Les faits mystérieux de Beauraing (1933, ouvrage collectif)
- Amour et crimes d'amour (1942)
- Le retour au silence (1945), sous le pseudonyme Stéphane Hautem
- Notre destinée et nos instincts (1946)
- Les Instincts de défense et de sympathie (1947)
- Introduction à la criminologie (1948)
- Instincts de défense et de sympathie (1948)
- Aux sources de l'Humain (1949)
- La Nuit est ma lumière (1950)
- Le Juge Maury (1956)
- Psychiatrie et religion (1958)